# Estadio Mineirão
El Estadio Governador Magalhães Pinto (tdl. ‘Gobernador Magalhães Pinto'), conocido popularmente como Mineirão (tdl. ‘Grande Mineiro'), es un recinto deportivo mundialista ubicado en la ciudad mineira de Belo Horizonte, Brasil. Se sitúa en la avenida Antônio Abrahão Caram 1001, en el barrio de Pampulha.
En este estadio hace de local el Cruzeiro, además fue sede del Mundial de Brasil 2014 y será unas de las ciudades sedes de la Copa Mundial Femenina de Fútbol de 2027. Su nombre oficial es en honor a José de Magalhães Pinto, gobernador de Minas Gerais durante la época en la que se inauguró el recinto. Sin embargo, es conocido popularmente como «Mineirão» por su enorme capacidad.
Hasta la temporada 2022, el Atlético Mineiro también disputó sus partidos en el estadio. Sin embargo, con la culminación de las obras de su nuevo estadio, Arena MRV, en 2023, el club albinegro se mudó para jugar en su nueva sede.

## Características y datos

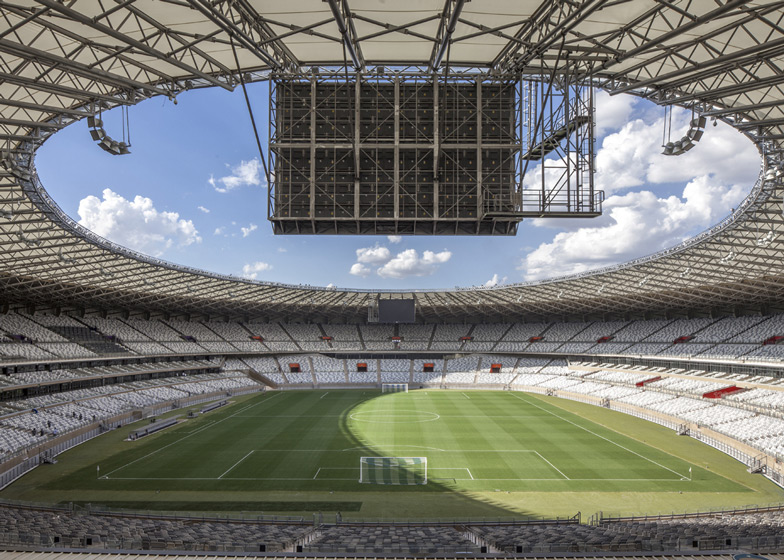
Interior del estadio en 2014.

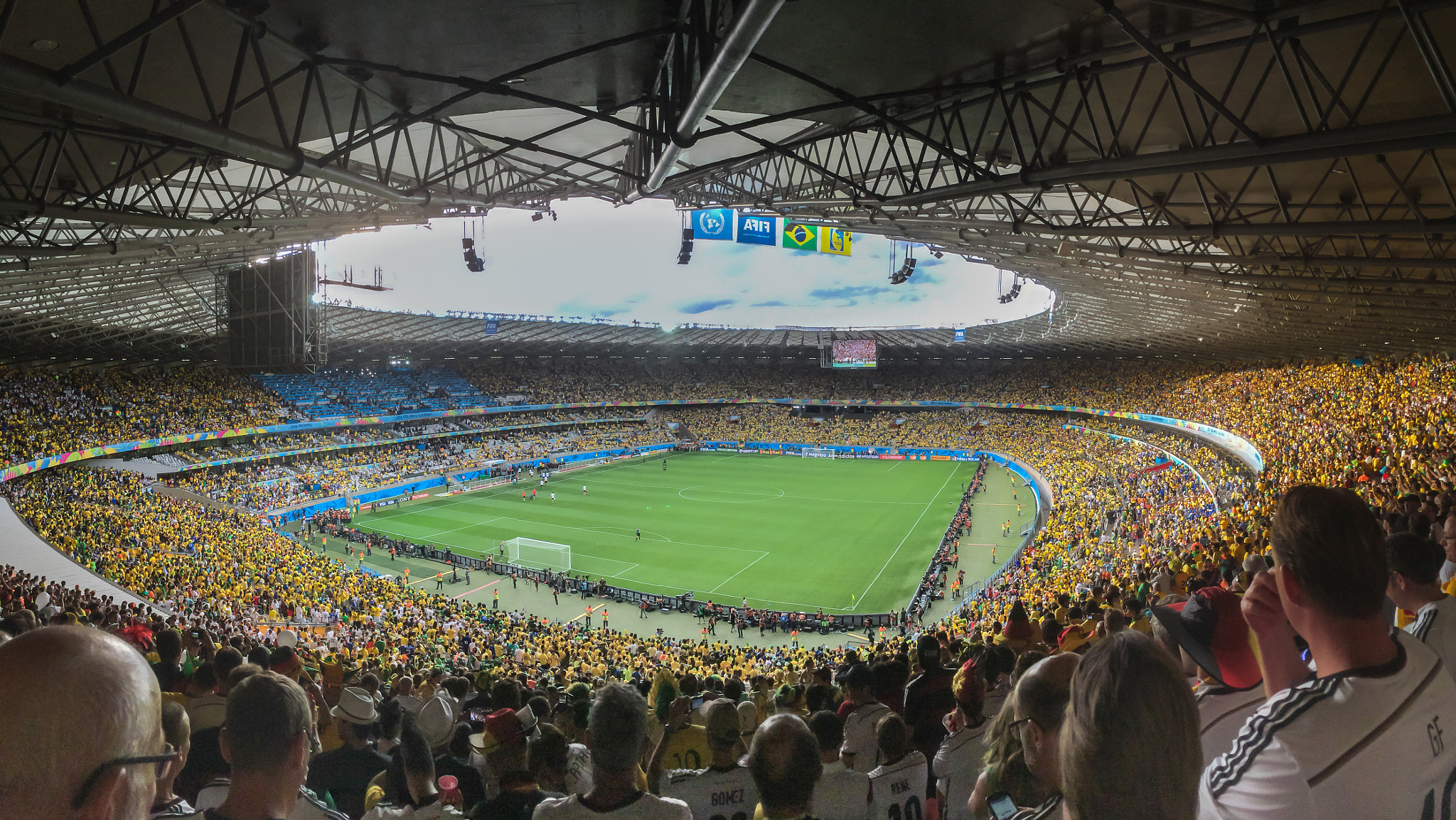
El estadio en el histórico Brasil 1 - Alemania 7 del Mundial 2014.

Inaugurado en 1965, el Mineirão tiene capacidad actual para 60 000 espectadores. Sufrió una importante reducción en su capacidad para poder acogerse a las normas de la FIFA para los estadios de fútbol. Antes de aquello, el estadio albergaba una capacidad de más de 130 000 espectadores. Las medidas de su terreno son de 115 × 76 m.
El Cruzeiro Esporte Clube juega en el Mineirão, disputando el Brasileirão, Copa de Brasil, torneo estadual y Copas Libertadores o Sudamericana.
Lleva el nombre de José de Magalhães Pinto, quien fue gobernador de Minas Gerais en la década de 1960.
El estadio fue reabierto el 24 de abril de 2013 con un partido entre la selección brasileña y la selección chilena, donde ambas selecciones usaron jugadores del medio local, terminando el encuentro con un empate 2:2.
Aquí, el 8 de julio de 2014, en la primera semifinal del Mundial 2014, el anfitrión Brasil sufrió su peor derrota contra Alemania por 7 a 1, episodio recordado como el Mineirazo.

### Instalaciones
El estadio Mineirão cuenta en su cubierta con una instalación de 6000 paneles solares. El sistema, de 1,5 MW de potencia, permite abastecer mediante energía solar fotovoltaica la demanda de electricidad en el estadio. La electricidad producida por la planta solar se inyectará a la red eléctrica de distribución, y aproximadamente un 10% de la generación fotovoltaica será consumida en el estadio.
Otros estadios de la Copa Mundial de Fútbol de 2014 donde se han instalado paneles solares son el Estadio Mané Garrincha de Brasilia,  el Estadio Maracaná en Río de Janeiro y el Itaipava Arena de Pernambuco.

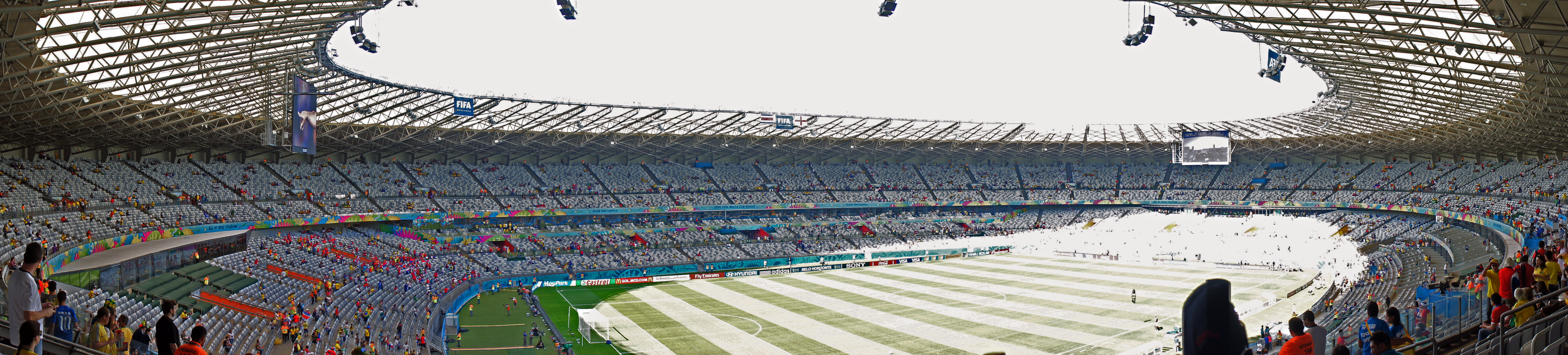
Imagen panorámica del estadio.

## Eventos más importantes

### Copa FIFA Confederaciones 2013
- El estadio fue una de las 6 sedes elegidas para la Copa FIFA Confederaciones 2013.
| Fecha               | Selección #1 | Resultado | Selección #2 | Ronda                 | Espectadores |
| ------------------- | ------------ | --------- | ------------ | --------------------- | ------------ |
| 17 de junio de 2013 | Tahití       | 1 - 6     | Nigeria      | Primera fase, Grupo B | 20.187       |
| 22 de junio de 2013 | Japón        | 1 - 2     | México       | Primera fase, Grupo A | 52.690       |
| 26 de junio de 2013 | Brasil       | 2 - 1     | Uruguay      | Semifinal             | 57.483       |

### Copa Mundial de Fútbol de 2014
- El estadio fue una de las 12 sedes escogidas para la Copa Mundial de Fútbol de 2014.
| Fecha               | Selección #1 | Resultado          | Selección #2 | Ronda                 | Espectadores |
| ------------------- | ------------ | ------------------ | ------------ | --------------------- | ------------ |
| 14 de junio de 2014 | Colombia     | 3 - 0              | Grecia       | Primera fase, Grupo C | 57.174       |
| 17 de junio de 2014 | Bélgica      | 2 - 1              | Argelia      | Primera fase, Grupo H | 56.800       |
| 21 de junio de 2014 | Argentina    | 1 - 0              | Irán         | Primera fase, Grupo F | 57.698       |
| 24 de junio de 2014 | Costa Rica   | 0 - 0              | Inglaterra   | Primera fase, Grupo D | 57.823       |
| 28 de junio de 2014 | Brasil       | 1 - 1 (3 - 2 pen.) | Chile        | Octavos de final      | 57.714       |
| 8 de julio de 2014  | Brasil       | 1 - 7              | Alemania     | Semifinal             | 58.141       |

### Juegos Olímpicos de 2016
- El Estadio Mineirão albergó 10 partidos del torneo olímpico de fútbol en los Juegos Olímpicos de Río de Janeiro 2016.
Torneo masculino
| Fecha                | Selección #1  | Resultado | Selección #2 | Ronda                 | Espectadores |
| -------------------- | ------------- | --------- | ------------ | --------------------- | ------------ |
| 10 de agosto de 2016 | Argelia       | 1 - 1     | Portugal     | Primera fase, Grupo D | 13.787       |
| 10 de agosto de 2016 | Alemania      | 10 - 0    | Fiyi         | Primera fase, Grupo C | 16.521       |
| 13 de agosto de 2016 | Corea del Sur | 0 - 1     | Honduras     | Cuartos de final      | 36.704       |
| 20 de agosto de 2016 | Honduras      | 2 - 3     | Nigeria      | Tercer lugar          | 9.091        |

Torneo femenino
| Fecha                | Selección #1   | Resultado          | Selección #2  | Ronda                 | Espectadores |
| -------------------- | -------------- | ------------------ | ------------- | --------------------- | ------------ |
| 3 de agosto de 2016  | Estados Unidos | 2 - 0              | Nueva Zelanda | Primera fase, Grupo G | 10.059       |
| 3 de agosto de 2016  | Francia        | 4 - 0              | Colombia      | Primera fase, Grupo G | 6.847        |
| 6 de agosto de 2016  | Estados Unidos | 1 - 0              | Francia       | Primera fase, Grupo G | 11.782       |
| 6 de agosto de 2016  | Colombia       | 0 - 1              | Nueva Zelanda | Primera fase, Grupo G | 8.505        |
| 12 de agosto de 2016 | Brasil         | 0 - 0 (7 - 6 pen.) | Australia     | Cuartos de final      | 52.660       |
| 16 de agosto de 2016 | Canadá         | 0 - 2              | Alemania      | Semifinal             | 5.641        |

### Copa América 2019
- El estadio albergó 5 partidos de la Copa América 2019.
| Fecha               | Selección #1 | Resultado | Selección #2 | Ronda                 | Espectadores |
| ------------------- | ------------ | --------- | ------------ | --------------------- | ------------ |
| 16 de junio de 2019 | Uruguay      | 4 - 0     | Ecuador      | Primera fase, Grupo C | 13.611       |
| 19 de junio de 2019 | Argentina    | 1 - 1     | Paraguay     | Primera fase, Grupo B | 35.265       |
| 22 de junio de 2019 | Bolivia      | 1 - 3     | Venezuela    | Primera fase, Grupo A | 8.091        |
| 24 de junio de 2019 | Ecuador      | 1 - 1     | Japón        | Primera fase, Grupo C | 7.623        |
| 2 de julio de 2019  | Brasil       | 2 - 0     | Argentina    | Semifinal             | 55.947       |